# ふくふくふにゃ〜ん
『ふくふくふにゃ〜ん』は、こなみかなたによる日本の漫画作品。『Me』（講談社）にて1988年1月号から連載が開始された。その後掲載誌が変更され、『BE・LOVE』（同）2017年3号で完結。1話6ページのショートコミックである。25年を超える長期連載作品。

## 概要
三毛猫のふくふくと、その飼い主の日常を描いている。ふくふくを表情豊かに、ネコとしての生態を含めて描かれているのが特徴。作中のセリフは飼い主ぐらいで、一般的な漫画と比較すると少ない。このような作品であるため、掲載雑誌の読者コメントにはネコを飼っている人からの共感が多くある。
単行本は、2004年までに刊行されていたものは巻数の名称が一般的な「1巻」などではなくいろは順となっており、「いの巻」から「をの巻」までの合計12巻が刊行された。その後、2005年からは新しい版で刊行されるようになり、巻数の名称が数字に変更されている。

## 登場人物
ふくふく
目つきが悪く、少しふっくらとしている。ふてぶてしいのに小心者な、雑貨店「まるふく」の看板ネコ。
おばあちゃん
雑貨店「まるふく」の主人にしてふくふくの飼い主。結構元気。
白黒ネコ
ふくふくの友達。ふくふくほどではないが大柄なネコ。
子猫たち
白黒柄の子猫兄弟。
サバトラ
ふくふくの友達。スリムなネコ。
白ネコ
ふくふくの友達。痩せていて毛並みもきれいではないネコ。

## コミックス
すべて講談社から刊行。
- 『ふくふくふにゃ〜ん』全12巻（BE・LOVEコミックス）・文庫全6巻（講談社漫画文庫）
- 『ふくふくふにゃ〜ん NEW』 全8巻（KCデラックス BE LOVE）
- 『ふくふくふにゃ〜ん 子猫だにゃん』 全2巻（KCデラックス）
- 『ふくふくふにゃ〜ん 縁側でごろにゃん』 全1巻（KCデラックス）